# Queen: Days of Our Lives
Queen: Days Of Our Lives ist ein zweiteiliger britischer Dokumentarfilm von Matt O’Casey über die Karriere der britischen Rockband Queen, der am 29. und 30. Mai auf BBC Two im Fernsehen erstausgestrahlt wurde. Die Doku ist auf DVD und Blu-ray bei Universal Music Group in Europa und Eagle Rock Entertainment Ltd. in den USA veröffentlicht worden.

## Handlung
Dieser Dokumentarfilm zeigt den Werdegang der Band und Bandmitglieder Freddie Mercury, Brian May, Roger Taylor und John Deacon. Nur May und Taylor wurden für diesen Dokumentarfilm interviewt, da Mercury 1991 verstarb und Deacon, der seit 1997 im Ruhestand ist, die Teilnahme verweigerte, weshalb Archivbilder für Mercury und Deacon Einsatz fanden.

## TV-Ausstrahlung
Als der Film im Vereinigten Königreich auf BBC 2 am 29. und 30. Mai 2011 ausgestrahlt wurde, war Queen: Days of Our Lives die am besten bewertete Fernsehsendung auf ihrem Sendeplatz, schlug alle anderen Sender und erreichte einen Rekord von 3 Millionen Zuschauern.